# Šeker (Kirghizistan)
Šeker (in kirghiso Шекер?, Şeker; in russo Шекер?) è un centro abitato del Kirghizistan.